# نادي اتحاد يعقوب المنصور
الاتحاد الرياضي يعقوب المنصور أو اختصارًا اتحاد يعقوب المنصور هو نادي رياضي مغربي من مدينة الرباط تأسس سنة 1989، وحقق الصعود إلى البطولة الاحترافية المغربية عام 2025.

## التاريخ
تأسس نادي اتحاد يعقوب المنصور يوم 17 يوليو 1989 في منطقة يعقوب المنصور غرب العاصمة المغربية الرباط، ويُعد من الأندية متعددة الرياضات، مع تركيز بارز على كرة القدم. منذ انطلاقته، شكّل النادي جزءًا من المشهد الرياضي المحلي، وبرز في موسم 2003-2004 بتتويجه ببطولة الدوري المغربي للدرجة الثالثة، ما مكّنه من الصعود إلى الدوري الوطني الثاني لأول مرة في تاريخه. ورغم تراجعه لاحقًا إلى أقسام الهواة، عاد النادي ليُبرِز طموحه من جديد تحت إشراف المكتب المديري الحالي برئاسة محمد مهدي بنسعيد منذ سنة 2017، حيث اعتمد استراتيجية تطوير الفئات السنية وبناء فريق تنافسي. وقد أثمرت هذه الجهود عن تحقيق الصعود المتتالي إلى الأقسام العليا، وصولاً إلى التتويج بالصعود إلى البطولة الاحترافية المغربية عام 2025، في إنجاز تاريخي يعكس الدينامية والطموح الجديد الذي يميز النادي.

## سجل بطولات النادي
- 2004: بطل الدوري المغربي لكرة القدم القسم الثالث

## شعار النادي

الشعار الحالي للنادي

## وصلات خارجية
- الموقع الرسمي